# Andrea (álbum)
Andrea (en búlgaro: Андреа) es el tercer álbum de estudio de la cantante búlgara Andrea. Fue lanzado el 20 de diciembre de 2010 mediante Payner. El álbum está compuesto por doce canciones, de las cuales diez fueron compuestas por Costi Ioniţă, como en sus anteriores trabajos. El rumano fue, además, productor de este álbum y ambos comenzaron a trabajar en 2009 con su proyecto paralelo Sahara.

## Promoción
La portada del álbum muestra a Andrea vestida de novia en un traje blanco imitando, a la vez, a un ángel sobre un fondo celestial y rodeada de palomas blancas. La promoción del álbum tuvo lugar el 21 de diciembre de 2010, el día siguiente del lanzamiento oficial de Andrea, en la discoteca Sin City Club de Sofía, Bulgaria y fue emitida por el canal musical búlgaro Planeta TV. En consonancia con la portada del álbum, la empresa de joyería Swarovski rodeó el espectáculo de joyas brillantes y fue uno de los patrocinadores del evento.
La gala de promoción contó con la presentación oficial de Andrea, que interpretó alguna de las canciones del álbum. También hubo actuaciones de otras artistas búlgaras de la escena folk como Galena, Anelija o Cvetelina Yaneva, quienes también se sumaron al espectáculo musical.

## Sencillos
Fueron lanzados cinco sencillos musicales de Andrea, la mayor parte de ellos antes de la publicación del álbum: "Hayde, opa", "Izlazhi me", "S teb da badem pak", "Neblagodaren" y "Blyasak na kristali". Estos dos últimos sencillos incluyen la colaboración de Costi Ioniţă, en el primero, y de la cantante de folk búlgara Galena, en el segundo.

## Listado de canciones
| #  | Título                                                        | Compositor(es)                 | Duración |
| -- | ------------------------------------------------------------- | ------------------------------ | -------- |
| 1  | "Hayde, opa" (Хайде, опа)                                     | Costi Ioniţă, Rosen Dimitrov   | 4:01     |
| 2  | "Ne gi pravi tiya raboti" (Не ги прави тия работи) con Iliyan | Tsvetan Spasov, Rosen Dimitrov | 3:40     |
| 3  | "S teb da badem pak" (С теб да бъдем пак)                     | Costi Ioniţă, Rosen Dimitrov   | 4:12     |
| 4  | "Kasay etiketa" (Късай етикета)                               | Tsvetan Spasov, Rosen Dimitrov | 4:00     |
| 5  | "Izlazhi me" (Излъжи ме)                                      | Costi Ioniţă, Rosen Dimitrov   | 3:13     |
| 6  | "Neblagodaren" (Неблагодарен)                                 | Costi Ioniţă, Rosen Dimitrov   | 3:43     |
| 7  | "Varhu men" (Върху мен)                                       | Costi Ioniţă, Rosen Dimitrov   | 3:56     |
| 8  | "Blyasak na kristali" (Блясък на кристали) feat. Galena       | Costi Ioniţă, Rosen Dimitrov   | 3:28     |
| 9  | "Lazha go s tebe" (Лъжа го с тебе)                            | Costi Ioniţă, Rosen Dimitrov   | 3:57     |
| 10 | "Da se varnesh" (Да се върнеш)                                | Costi Ioniţă, Rosen Dimitrov   | 4:02     |
| 11 | "Dokosvay me" (Докосвай ме)                                   | Costi Ioniţă, Rosen Dimitrov   | 3:31     |
| 12 | "Lyubovnik" (Любовник)                                        | Costi Ioniţă, Rosen Dimitrov   | 3:34     |